# Furcaspora pinicola
Furcaspora pinicola är en svampart som beskrevs av Bonar 1965. Furcaspora pinicola ingår i släktet Furcaspora, divisionen sporsäcksvampar och riket svampar.   Inga underarter finns listade i Catalogue of Life.